# 須崎潔
須崎 潔（すざき きよし、1902年3月27日 - 1973年8月15日）は、昭和期の日本の実業家。揖斐川電気工業（現・イビデン）社長。大垣市名誉市民。鳥取県出身。

## 経歴
因幡銀行取締役の須崎幾蔵の長男として生まれる。鳥取中学校（現・鳥取県立鳥取西高等学校）を経て、1924年慶應義塾大学経済学部を卒業。同年大同電力に入社。その後、大阪電力、因幡銀行取締役、大同化学（現 信越化学工業）を経て、1940年3月揖斐川電気工業（現 イビデン）に移る。1947年1月にイビデン取締役、同年8月に常務取締役（営業部長）となる。
取締役副社長（1959年11月）を経て、宮寺敏雄の後任として1962年5月に代表取締役社長に就任した。社長在任中は建材事業を立ち上げて社の中心の事業とした他、次の事業としてプリント配線板、セラミックスなどの開発に着手した。社外では、大垣市の若手経営者の研修交流を目的とした大垣青年重役会を立ち上げた。1972年、勲三等旭日中綬章を受章。
1973年8月15日、肝臓がんにより社長在職のまま死去。同年10月、大垣市功労者（名誉市民）を授与された。

## スポーツ関連活動
大垣市のスポーツ振興、青少年の健全育成に尽力し、1951年から死去まで大垣市体育連盟会長を務めた。大垣市体育連盟の独自の表彰に「須崎章」があるが、これは須崎の威徳を偲んで創設されたものである。